# Henry Morgenthau
Henry Morgenthau (Mannheim, 26 april 1856 - New York, 25 november 1946) was een Amerikaans jurist, zakenman en politicus. Hij is vooral bekend geworden als ambassadeur van de Verenigde Staten in Istanboel en zijn veroordeling van de Armeense Genocide.

## Biografie

### Achtergrond, opleiding en carrière
Henry Morgenthau werd in 1856 als Heinrich Morgenthau in Mannheim in het toenmalige groothertogdom Baden geboren. Zijn vader was Lazarus Morgenthau (1815-1897), een succesvolle sigarenmaker. Zijn moeder was Babette Glugenheim.
In 1866 emigreerde het gezin, bestaande uit veertien kinderen, naar New York waar - reeds bemiddelde - Lazarus Morgenthau een rijk man werd. De Morgenthau's waren joods. Aanvankelijk orthodox-joods, raakte Lazarus meer geïnteresseerd in het reformjodendom en werd lid van de New Yorkse Reform Congregation Adas Jeshurun.
Henry Morgenthau bezocht de Columbia Law School en na zijn promotie (1877) was hij advocaat in New York. In 1882 trouwde hij met Josephine Sykes. Hij was succesvol als advocaat en als zakenman (onroerend goed). Daarnaast was hij politiek actief voor de Democratische Partij (Democratic Party). In 1912 stak hij veel geld in de presidentiële campagne van Woodrow Wilson die dat jaar de Amerikaanse presidentsverkiezingen won. In 1912 en in 1916 was hij vervolgens financieel voorzitter van de Democratische Partij.
In 1905 was Morgenthau betrokken bij de oprichting van de Stephen Wise Free Synagogue, een synagoge voor reformjoden in New York.

### AmbassadeurinConstantinopel
Henry Morgenthau hoopte op een ministerspost in het kabinet-Wilson, maar in plaats daarvan werd hij in 1913 benoemd tot Amerikaans ambassadeur in Istanboel (toen nog Constantinopel), de hoofdstad van het Osmaanse Rijk. Tijdens zijn ambassadeurschap in Osmaanse hoofdstad brak de Eerste Wereldoorlog uit en koos het Osmaanse Rijk de zijde van de Centrale mogendheden. Vanaf dat moment nam de Amerikaanse ambassade in Constantinopel ook de zaken van een aantal landen van de Entente waar (omdat de formele betrekkingen tussen die landen en het Osmaanse Rijk waren verbroken).
In 1915 besloten de Osmaanse autoriteiten (om precies te zijn een aantal belangrijke ministers en leiders van het Comité voor Eenheid en Vooruitgang) de Armeniërs aan de noordgrens met vijand Rusland "te verplaatsen" naar woestijnachtige streken. De voornaamste reden voor de "verplaatsing" hing samen met de Russische steun aan Armeense revolutionairen in hun strijd tegen Turken. De "verplaatsing" leidde echter tot een genocide op de Armeense bevolking. Grote aantallen Armeniërs kwamen ook om van de honger tijdens de tocht naar de woestijngebieden in Syrië, anderen werden nog voor de deportaties vermoord. Extreme Panturkisten in de staatsleiding wilden überhaupt af van de Armeniërs, en andere niet Turkse volkeren in Anatolië, zoals de Assyriërs, de Grieken en de Koerden. Morgenthau was de enige ambassadeur in Constantinopel die tegen de genocide protesteerde. Hij verzond memoranda naar het Amerikaanse ministerie van Buitenlandse Zaken in Washington, om de Amerikaanse regering te bewegen de bondgenoten van de Turken op de hoogte te stellen van genocide. Toen de minister van Binnenlandse Zaken - en latere grootvizier -, Talaat Pasja, in 1916 trachtte de verzekeringsgelden van vermoorde Armeniërs in de VS op te eisen voor zijn regering, wist Morgenthau hier een stokje voor te steken.
Medio 1916 werd Morgenthau als ambassadeur vervangen door Abram I. Elkus. In april 1917 werden de diplomatieke betrekkingen tussen de Verenigde Staten en het Osmaanse Rijk formeel verbroken.
In juni 1917 maakte hij deel uit van een geheime missie met als doel het Osmaanse Rijk los te weken uit het bondgenootschap met de Centrale mogendheden. Officieel was het doel van de missie het verbeteren van de positie van Joodse gemeenschappen in Palestina.

### Na deEerste Wereldoorlog
Na de Eerste Wereldoorlog maakte Morgenthau deel uit van de Amerikaanse delegatie die deelnam aan de vredesbesprekingen in Parijs en trad op als Oost-Europa- en Midden-Oosten-expert. Nadien zat hij in diverse hulporganisaties voor oorlogsslachtoffers, waaronder die voor het Midden-Oosten. Ook was hij lid van het Comité voor de Herplaatsing van Grieken van het Rode Kruis die tot taak had Grieken die als gevolg van de Grieks-Turkse Oorlog Turkije moesten verlaten in Griekenland te vestigen.
In 1919 was hij het hoofd van een Amerikaanse missie in Polen om de slechte behandeling van Joden aldaar te onderzoeken. De conclusies van het team werden opgetekend in het zogenaamde Morgenthau-rapport.
In 1933 was Morgenthau Amerikaans vertegenwoordiger bij de Tweede Conferentie van Genève.
Henry Morgenthau overleed in 1946 op 90-jarige leeftijd in New York aan de gevolgen van een hersenbloeding.
In januari 1999 werd aarde van zijn graf bijgezet op de heuvel Tsitsernakaberd, het monument in Armenië voor slachtoffers van de Armeense Genocide. Hij wordt ook vereerd met een gedenksteen op een 100 meter lange gedenkmuur.

## Familie
Zijn zoon, Henry Morgenthau jr. (1891-1967) was van 1934 tot 1945 minister van Financiën van de VS. Hij was een van de opstellers, en naamgevers, van het controversiële Morgenthau-plan. Zijn kleindochter was de Amerikaanse journaliste en historica Barbara W. Tuchman, schrijfster van meerdere historische standwerken.

## Werken
- Ambassador Morgenthau's Story (1918)
- Secrets of the Bosphorus (1918)
- Morgenthau Report (3 oktober 1919)
- I was sent to Athens (1929)